# Семь великих мастеров
«Семь великих мастеров» или «Семь великих магистров» (кит. 虎豹龍蛇鷹, букв. Тигр, леопард, дракон, змея, орёл) — тайваньский фильм режиссёра Джозефа Го. Тайваньская премьера состоялась 23 ноября 1978 года.

## Сюжет
Шангуань Чжэн — старый мастер кунг-фу, готовящийся уйти на покой. Но как только его ученики поднимают императорскую вывеску, тут же приходит записка, в которой говорится, что старик победил не всех лучших бойцов в округе. С этого начинается его путешествие, в ходе которого старик сражается с каждым из семи великих магистров, чтобы доказать своё превосходство в кунг-фу. Во время путешествий старик с тремя своими учениками подбирают ещё одного бойца по имени Шаоин, после того как тот настойчиво просился учиться у Чжэна, чтобы потом отомстить за смерть отца.
Учитель старика перед смертью оставляет Куаньчуню секретную книгу «Двенадцать ударов Бай-мэй». Однако, человек в маске крадёт несколько страниц, оставив информацию о девяти ударах. Теперь этот человек имеет три последних удара Бай-мэй, являющихся более опасными по сравнению с остальными девятью. Шангуань Чжэн обучает Шаоина девяти ударам Бай-мэя. Вскоре парень узнаёт от своего «дяди», что когда-то Чжэн убил его отца во время дружеского поединка. Таинственный незнакомец обучает Шаоина последним трём ударам. Шаоин, намеренный отправить на тот свет убийцу отца, бросает вызов Чжэну. Схватка между учеником и учителем продолжается до тех пор, пока не появляется человек, укравший страницы из книги, и не выясняется вся правда о его личности.

## В ролях
| Актёр        | Роль                                          |
| ------------ | --------------------------------------------- |
| Джек Лун     | Шангуань Чжэн                                 |
| Марк Лун     | Юнчжан                                        |
| Ли Иминь     | «Телёнок» Ся Шаоин                            |
| Нэнси Янь    | дочь Чжэна Минчжу                             |
| Лун Фэй      | первый великий магистр Ша Чжэньтянь           |
| Мао Цзиншунь | второй великий магистр Ян Цзюнь               |
| Чинь Ютсан   | третий великий магистр «Старая обезьяна» Лю   |
| Ли Хэн       | четвёртый великий магистр «Горный тигр» Сюань |
| Кори Юнь     | пятый великий магистр Сунь Хун                |
| Чжао Чжунсин | шестой великий магистр Шицзюнь                |
| Ли Синьхуа   | седьмой великий магистр Чжао Лун              |
| Алан Чхёй    | Гу Ифэн                                       |
| Су Голян     | второй ученик Чжао Луна                       |
| Ма Цзиньгу   | третий ученик Чжао Луна Наньлинь              |

## Съёмочная группа
- Компания: Hong Hwa International Films (H.K.) Ltd.
- Продюсер: Сюзанна Го
- Исполнительный продюсер: Джозеф Го
- Режиссёр: Джозеф Го
- Автор сценария: Джозеф Го, Яо Цинкан
- Ассистент режиссёра: Тоу Пакхон, Хуа Шаоцзян
- Постановка боевых сцен: Кори Юнь[кит.], Юнь Чхёнъянь[кит.]
- Монтаж: Вон Чхаукуай
- Гримёр: Чжан Бижун
- Дизайнер по костюмам: Чжан Яньли
- Оператор: Джеймс У
- Композитор: Чау Фуклён

## Отзывы
В целом картина получила благоприятные отзывы.